# 厄斯特罗克市镇
59°29′N 18°18′E / 59.483°N 18.300°E
厄斯特罗克市镇（瑞典語：Österåkers kommun）是瑞典中东部斯德哥尔摩省的一个市镇。奥克什贝里亚城是它的治所，截至2005年共有26,727位居民。
在1974年－1982年间，厄斯特罗克市镇曾是瓦克斯霍尔姆市镇的一部分。

## 友好城市
- 法國 吕松